# أنتوني تشورتك
أنتوني تشورتك (بالبولندية: Antoni Czortek)‏ (1915 – 2003) هو ملاكم بولندي راحل، مثّل بلاده في الألعاب الأولمبية الصيفية 1936.

## روابط خارجية
أنتوني تشورتك على موقع اللجنة الأولمبية الدولية (الإنجليزية)
- أنتوني تشورتك على موقع أوليمبيديا (الإنجليزية)
- أنتوني تشورتك على موقع اللجنة الأولمبية البولندية (مؤرشف) (البولندية)